# David Wolf (astronauta)
David Alexander Wolf (nacido el 23 de agosto de 1956) es un astronauta, doctor en medicina e ingeniero eléctrico estadounidense. Wolf ha estado en el espacio en cuatro ocasiones. Tres de su viajes espaciales fueron misiones del Transbordador espacial de duración corta, la primera de los cuales fue la STS-58 en 1993, y la más reciente la STS-127 en 2009. Wolf también participó en una misión de larga duración a bordo de la estación espacial rusa Mir , que duró 128 días, durante la Mir EO-24. Le enviaron a bordo de l STS-86 en septiembre de 1997, y aterrizó a bordo de la STS-89 en enero de 1998. En total, Wolf ha pasado más de 4.040 horas en el espacio. Es también un veterano con 7 paseos espaciales, totalizando 41 h 17 min, enfundado tanto en trajes espaciales rusos como americanos.

## Formación
David A. Wolf se graduó en el North Central High School de Indianápolis. Posteriormente se tituló en ingeniería eléctrica por la Universidad de Purdue, con distinción, y se unió a la fraternidad Alfa Tau Omega. En 1982, terminó la carrera de medicina en la Escuela Universitaria de Indiana. Posteriormente se formó como cirujano de vuelo en las Fuerzas Aéreas de los Estados Unidos. Wolf se unió al personal del Centro Espacial Johnson en 1983 e investigó los efectos fisiológicos de la microgravedad.

## Honores y organizaciones
David Wolf ha recibido honores y premios numerosos. Fue galardonado con la Medalla al logro ingenieril excepcional de la NASA en 1990 y como Inventor del Año de la NASA en 1992. También recibió un premio por su rendimiento académico debido a su graduación en la escuela de Medicina. Le concedieron la beca Carl R. Ruddell para la investigación sobre señal ultrasónica y procesamiento de imagen en Medicina. Es miembro de las sociedades honoríficas Eta Kappa Nu y Phi Eta Sigma. Wolf ha registrado 15 patentes en EE. UU. y más de 20 premios Space Act principalmente por tecnologías de ingeniería de tejidos tridimensionales, ganando la patente Texas State Bar del año en 1994. Ha publicado más de 40 artículos técnicos.
Dave Wolf es miembro del Instituto de Ingenieros en Electricidad y Electrónica, la Asociación Médica Aeroespacial, la Asociación de Aeronaves Experimentales, el Club Acrobático Internacional y la Guardia Aérea Nacional (retirado).
La Ciudad de Indianápolis homenajeó a Wolf bautizando un puente sobre la calle 82 en el área de Castleton como "Puente David Wolf."

## Carrera en la NASA
David Wolf empezó su carrera en NASA en la División de Ciencias Médicas del Centro Espacial Johnson en Houston, Texas. Fue responsable de la ingeniería para el desarrollo de ingeniería e integración aviónica en naves espaciales del American Flight Echocardiograph (ecocardiógrafo americano de a bordo), para investigar la fisiología cardiovascular en microgravedad. Tras ello, fue asignado como ingeniero jefe para el diseño de las instalaciones médicas de la Estación Espacial, directamente responsable de la gestión del equipo multidisciplinar, definición de requisitos, diseño de sistema, integración de sistemas de la aeronave, programa de proyecto, verificación funcional y de seguridad, y gestión presupuestaria. Dave Wolf fue seleccionado por NASA como candidato a astronauta en 1990. Completó 18 meses de entrenamiento antes de ser cualificado para vuelo. Fue asignado al Centro Espacial Kennedy en Florida, donde estuvo implicado en el procesamiento y ensayos del vehículo Orbiter, además de ser su controlador de vuelo (Capcom). Esto incluyó el histórico acoplamiento del transbordador espacial Atlantis con la Estación Espacial Mir en 1995. Es experto en Actividad Extravehicular (Spacewalk), diseño de trajes espaciales, y Rendezvous (encuentros espaciales). Otras de sus cualificaciones incluyen operaciones con sistemas de manipuladores robóticos (brazos de robot), reparación de sistemas en órbita, redes de ordenadores, y como ingeniero de acoplamiento de retorno de transbordadores espaciales.
Durante su formación para una expedición Mir, vivió en Star City, Rusia, en el Centro de Entrenamiento de Cosmonautas Yuri Gagarin. Wolf aprendió ruso, ya que toda su formación allí era en ruso.

## Experiencia espacial

### STS-58
David Wolf sirvió como especialista de misión 3 a bordo del Columbia durante la misión STS-58. STS-58, designada Spacelab Ciencias de la Vida 2, fue la segunda misión dedicada a estudiar fisiología reguladora, los sistemas cardiovascular/cardiopulmonar y musculoesquelético, y neurociencia. La misión duró 14 días, 0 horas, 12 minutos y 32 segundos. El Columbia aterrizó en la Base de Fuerza Aérea Edwards, en California. En el momento del aterrizaje, la STS-58 era la misión de duración más larga de la historia.

### Expedición Mir 24
Wolf voló a bordo del Atlantis en STS-86 en septiembre de 1997. David estuvo solo un corto tiempo a bordo, mientras era transportado a la estación espacial rusa Mir. El Atlantis se acopló a la Mir el 27 de septiembre de 1997, lo que marcó el inicio de la estancia Dave Wolf en la Mir.
David Wolf pasó 128 días a bordo de la estación espacial Mir. Realizó gran número de experimentos y estudios, que incluían técnicas de ingeniería del tejido avanzadas en microgravedad, capacidad de levitación de plataformas electromagnéticas, comportamiento de coloides, estudios con radiosondas de funciones eritropoyéticas alteradas en humanos, así como estudios de fisiología humana en microgravedad. Durante su estancia, ocurrieron una serie de fallos en los sistemas, entre ellos:
- Fallos múltiples de los sistemas de la aeronave

- Soporte vital atmosférico
- 3 cortes totales de suministro de energía
- Pérdida del control de actitud
- Fallo del sistema del ordenador primario
- Pérdida del sistema de separación de humedad

Tuvo que hacerse un ingreso de emergencia durante una EVA (actividad extravehicular) con un traje espacial Orlan debido a un fallo en la estanqueidad de su escotilla. La misión entera y la formación tuvieron lugar en ruso exclusivamente.

Mientras estaba a bordo de la Mir, Wolf se convirtió en el primer americano que votó desde el espacio, eligiendo su papeleta para las elecciones locales en 1997.
La STS-89 fue la misión de regreso de David Wolf a Tierra. La STS-89 se acopló con la Mir el 24 de enero de 1998, marcando el fin de la estancia de Wolf en la Mir. El Endeavour tocó tierra el 31 de enero de 1998.

### STS-112
Dave Wolf voló a bordo del Atlantis durante la misión STS-112. STS-112 entregó el segmento S1 en la Estación Espacial Internacional (ISS). Atlantis se lanzó el 7 de octubre de 2002 desde el Centro Espacial Kennedy. Wolf realizó tres actividades extravehiculares, para instalar el segmento S1 y otros equipamientos. Pasó un total de 19 h y 1 minuto fuera de la ISS. Atlantis aterrizó el 18 de octubre de 2002, dando fin a la misión STS-112 en 10 días, 19 horas, 58 minutos y 44 segundos.

### STS-127
El último vuelo de David Wolf fue en el Endeavour durante la misión STS-127 (2J/A). La STS-127 se inició el 15 de julio de 2009 y la misión consistió en llevar el Módulo de Logística de Experimentos japonés – Sección Expuesta (ELM-ES) y un nuevo miembro de la expedición, Timothy Kopra. La STS-127 originalmente se había planificado para junio de 2009, pero se retrasó porque se detectó una filtración en la línea de ventilación de gas hidrógeno. Se hizo un segundo intento 3 días después pero se descartó por el mismo problema. Un tercer intento de lanzamiento se canceló por malas condiciones meteorológicas y otro retraso posterior se debió a la caída de un rayo cerca de la plataforma. Wolf realizó 3 paseos espaciales, con un total de 18 h 24 min. La STS-127 aterrizó el 31 de julio de 2009 y duró 15 días, 16 h, 44 min y 58 segundos.